# Transizione energetica
La transizione energetica è il passaggio dall'utilizzo di fonti energetiche ad alta impronta carbonica a fonti energetiche a basse emissioni, e fa parte della più estesa transizione verso economie sostenibili attraverso l'uso di energie rinnovabili ed energia nucleare, l'adozione di tecniche di risparmio energetico e di sviluppo sostenibile.

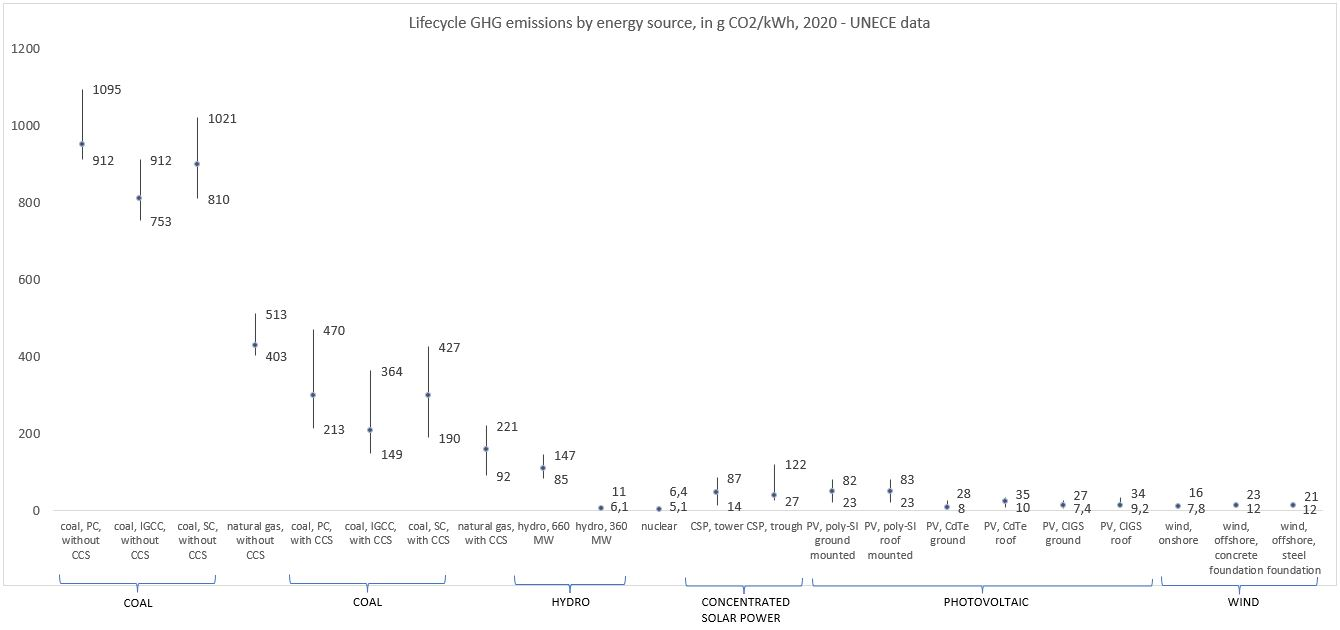
Emissioni di CO₂ per fonte di energia per kWh generato, come stabilito dal Life Cycle Assessment UNECE

Il passaggio può essere portato avanti seguendo diversi approcci, preferenzialmente in parallelo, in modo da eliminare la dipendenza da combustibili fossili e migliorare l'efficienza energetica dalla parte della produzione di energia e del consumo degli utenti, nonché nella sua distribuzione e conservazione. Le fonti energetiche verso le quali virare sono quelle a ridotta impronta carbonica ed ambientale, definite da UNECE, JRC e IPCC come fonti di energia rinnovabile (fotovoltaico, eolico, idroelettrico, concentrazione solare, geotermico) e nucleare. Il passaggio può consistere nella sostituzione degli impianti produttivi, oppure nella loro conversione o ripotenziamento, in modo da ottenere una produzione più efficiente e di minore impatto ambientale, oppure operando un miglioramento nell'efficienza dei sistemi utilizzati dai consumatori, come l'utilizzo di tecnologie a risparmio energetico o in generale più efficienti. Similmente si può operare un maggiore isolamento, termico o elettrico, laddove si intenda trasportare o conservare dell'energia. Di fondamentale importanza per il raggiungimento degli obiettivi, riveste l'elettrificazione dei consumi mediante l'impiego di auto elettriche e sistemi di riscaldamento basati su pompa di calore o elettrici.
La transizione energetica è in corso in diversi paesi, in particolare i più tecnologicamente avanzati o i più motivati verso la conservazione dell'ambiente naturale. Per quanto riguarda la produzione di energia elettrica, solo poche nazioni al mondo possono optare per una transizione verso fonti di energia 100% rinnovabili (Norvegia, Islanda e Costa Rica, grazie all'elevatissima disponibilità di fonti rinnovabili non aleatorie come idroelettrico e geotermico, in grado di garantire elevati fattori di capacità a causa delle particolari condizioni orografiche e del sottosuolo e quindi una relativamente buona stabilità di rete), le altre nazioni, come specificato nei report IPCC e UNECE dovranno prevedere l'uso combinato di rinnovabili e nucleare. Quest'ultimo infatti, secondo lo studio condotto dall'IPCC che prevede un innalzamento massimo di 1,5 °C e trend sociali, economici e tecnologici compatibili con l'attuale evoluzione europea, dovrebbe aumentare di sei volte la produzione entro il 2050, con il 25% dell'energia globale proveniente da questa fonte.

## Europa
Il piano di investimenti al 2050 proposto dall'UNECE per l'Europa, prevede un costo complessivo di 45 000 miliardi di USD che andranno ripartiti al 24% per l'efficientamento energetico, per il 19% in energie rinnovabili (più del doppio rispetto allo scenario attuale), il 28% sulla distribuzione e storage, e il 6% sul nucleare (più di sei volte gli attuali investimenti), mentre andrebbero ridotti a circa un terzo i fondi per l'estrazione e il processamento di combustibili fossili. Tale scenario prevede che il 52% dell'energia totale provenga dalla produzione di energia elettrica.
Nel maggio 2023 la produzione di energia da pannelli fotovoltaici ha per la prima volta superato la quantità di energia prodotta dal carbone.

### Germania
Nel novembre 2023 la Germania ha annunciato la creazione di una rete nazionale di 9.300 km di tubi per il trasporto e la distribuzione dell'idrogeno verde. La rete sarà interconnessa con Danimarca, Norvegia e Spagna, in previsione di un'importazione del 70% dei consumi. L'inizio dei lavori è previsto entro il 2024 e il completamento entro il 2032.

### Polonia
A dicembre 2023, durante il COP28, il CEO di OSGE Rafał Kasprów ha confermato la volontà da parte del governo polacco di costruire 24 nuovi SMR GE-Hitachi BWRX-300 divisi in sei siti, Wloclawek, Stawy Monowskie, Stalowa Wola, Ostroleka, Nowa Huta e Dabrowa Gornicza, in vista del phase out fossile. Nel 2022, la Polonia è ancora una delle nazioni più fortemente inquinanti in Europa per quanto riguarda la produzione di energia elettrica, derivando il 79% della propria elettricità dai combustibili fossili (in particolare, il 69% del totale è rappresentato dal carbone).

## Cina
La Cina è il paese dalle più alte emissioni al mondo, rappresentando un terzo delle emissioni globali di CO₂. Nel settembre 2020, il presidente Xi Jinping ha annunciato che la Repubblica Popolare Cinese "raggiungerà il picco delle emissioni di CO₂ prima del 2030 e avrà come obiettivo la neutralità carbonica al 2060".
Entro il 2030 gli obiettivi del paese riguardano principalmente l'efficientamento energetico, l'espansione delle rinnovabili e la riduzione del carbone nel mix energetico, ancora largamente predominante. Entro i prossimi 15 anni investirà 440 miliardi di USD nella costruzione di 150 nuovi reattori nucleari, mentre al 2060 il piano di decarbonizzazione per quanto riguarda il settore di generazione energia elettrica prevede un mix energetico strutturato in 12% idroelettrico, 23% nucleare, 31% eolico e 30% fotovoltaico, per un totale del 96% di fonti low carbon.